# エアチェック
エアチェック（英: air checkあるいはaircheck）は、放送（番組）を受信してテープレコーダー（やラジカセ）などで録音すること。またそのように録音したコンテンツや媒体のこと。

## 概説
英語ではもともと、On Air（オンエア）された内容（電波にのせた内容）を後で確認するために録音することを指したのでAir check（エアチェック）という（つまりエアチェックの「エア」は電波にのった、放送された、という意味である）。もとは放送事業者自身が生放送の番組を、アーカイブ保存するためにリアルタイムに録音（同録）すること、または民間放送のスポンサーが、契約通りにコマーシャルメッセージ（CM）が放送されているか視聴検査することを指したが、やがて一般の視聴者・聴取者が気に入った番組や楽曲などをテープなどの媒体に記録することを主に意味するように語義が変化した。
麻倉怜士は放送の録音行為には「タイムシフト（コンテンツの時間移動）」「繰り返し視聴するためのパッケージ化」「永久保存版としてのアーカイブ」という3つの役割があると定義し、視聴者の体験や、放送製作者側のコンテンツの質の向上のためにエアチェックは必要であるとしている。
なお、法的にはエアチェックは著作物の複製行為にも当たり、その媒体を個人（や家族内）で私的に視聴して楽しむ分には何ら問題ないが、もしも仮にそれを他人に販売などしてしまうと法律に抵触してしまう（その意味でも、「放送された内容のチェック」という、もともと法律上問題無い行為を指す「エアチェック」という表現が今も広く使われ続けている）。

## 歴史
エアチェックされた録音媒体として現在でも残っているもののなかでも特に古いものとしては、アメリカのロサンゼルスにあったAM放送局のKHJおよびCBSネットワークが1931年9月2日に放送した15分番組のものがある。これはビング・クロスビーの番組で、録音を担当したのはハリウッドにあったRCA Victorである。この媒体は現在、アメリカ合衆国のナショナル・アーカイブス（米国国立公文書館）において「Victor files」の一部として保存されている。

## 日本とエアチェック
この節では日本におけるエアチェックについて説明する。

### 日本での歴史

#### ラジオ放送
古い例から挙げると、太平洋戦争のさなかの1944年（昭和19年）夏に旧制東京都立工芸学校の学生が自作のアセテート盤カッティングマシンで当時の大本営発表などを録音した事例や、1945年（昭和20年）2月に兵庫県の兄弟が特注のアルマイト録音盤カッティングマシンを用いて空襲警報などを録音した事例があり、いずれも録音盤が現存する。こうして最初はAM放送を受信して録音することが行われていた。
日本でもFM放送が1959年に実験放送として始まり1969年には本放送が始まり、ラジオの電波ではAM放送よりもFM放送の方が音質が優れていることから、エアチェックの対象はもっぱらFM放送局に移っていった。当初、磁気テープによる録音媒体としてはオープンリールが使われていた。1970年代なかばにはFMの音楽番組を録音することが流行しはじめ、このころから「エアチェック」の語は特にFM番組の私的録音について用いられるようになり、「FMチェック」とも呼ばれた。1963年にオランダのフィリップス社がカセットテープ形式のコンパクトカセット規格を公開技術として公表し世界に広まり、日本でもコンパクトカセット規格は1970年代なかばころから後半にかけて広く普及。それまでのオープンリールよりも安価で扱いやすく、また満足できる音質水準であったことから、このころからコンパクトカセットでFM放送を録音して繰り返し楽しむことが一般的となった。なお、カセットテープ普及期にあっても、オープンリールは音質を重視するオーディオマニアたちの間では重宝された。
エアチェックの対象はラジオの音楽番組が一般的だった。なぜかというと、1950年代から1990年代まで音楽媒体の中心はレコードであったが、レコードというのは（のちの音楽パッケージに比べると）高価なもので庶民層がレコード作品を多く買い揃えることは困難だったので、エアチェックがレコードより安価に音楽需要を満たす手段として使われたのである。
民放FM局の開局が進み音楽アーティストによる深夜放送が盛んに実施されるようになると、エアチェックを趣味とする人々を読者の対象とした「FM情報誌」が相次いで創刊された。放送される楽曲と再生時間を示したプレイリスト付きの番組表が毎号掲載され、読者はそれを参考にエアチェックを盛んに行った。
なお、エアチェックの録音媒体としては、広く普及したコンパクトカセットに加えて、1990年代に商品化されたCD-Rや、1991年に発表されたMDも加わり、デジタル方式でも記録が行われるようになった。オーディオマニアの中にはDAT規格のカセットテープを用いる人も一部にいた。とはいえ、それらはやや特殊な位置づけであり、エアチェックする人々の大多数はコンパクトカセットで行っていた。
衰退
日本では1980年代にレンタルレコード店が急速に広まり、人々はレコードを安価に借りて楽曲をカセットテープにコピーできるようになった。一方、放送のほうはリクエスト番組の隆盛によって放送楽曲の事前発表が行われないことが増えたほか、楽曲紹介のアナウンスを音楽にかぶせて純粋に楽曲だけを聴くことができない方式の番組が主流となったり、更に楽曲を終わりまでフルで流さず途中で音量を小さくしてゆき止めてしまう（フェードアウトさせてしまう）番組も増えるなどして、エアチェックすることの魅力が減っていった。
これらの要因から、1990年代前半までにはラジオのエアチェック文化は一度衰退したと考えられており、それを裏付けるように多くのFM情報誌の発行部数が減少。2001年末までにいずれも廃刊や休刊を余儀なくされた。
しかし、1990年代もAMラジオのチャート番組で曲前に楽曲紹介をしてフルで流している局は一部にあり、小遣いが限られたいわゆる「貧乏学生」の間では（CDを大量に買ったりレンタルする事は難しかったので）低価格の物でもラジオ付きの録音機器を所持し録音媒体（コンパクトカセットやミニディスク）費用だけで楽曲をエアチェックして収集して聴いて楽しむ行為は細々と続いていた。一方、声優ファンの間では、アニラジの増加とともにその番組をエアチェックすることは増えた。
現在
radikoやコミュニティーFMのサイマルラジオ、NHKの「らじる★らじる」等ネット同時放送が主流の現在でも「ラジオ録音サーバー」やradikoのﾀｲﾑﾌﾘｰ､らじる★らじるの聞き逃しサービスの録音にも対応した「らくらじ(今はらくらじ2(ｻﾑﾈｲﾙ(ｻﾑﾈ)付き)しかｲﾝｽﾄｰﾙ出来ない)」等のｱﾌﾟﾘを使用してエアチェックする者は少なくない。またICレコーダーにラジオが受信出来るモデルがあったりラジオレコーダーなるラジオ受信機にSDカードスロットやUSB端子を備えたモデルがあったりラジカセにSDカードスロットやUSBメモリーを使えるUSB端子を備えていてカセットテープからデジタル録音して内容を残せるモデルやCDラジオにSDカードスロットUSB端子を備えたモデルでSDカードやUSBメモリーに受信したラジオ番組をデジタル録音したりしている者も存在すると思われるのでエアチェック文化が盛んだった頃より衰退したとは言えどエアチェック文化が廃れた訳ではない。

#### テレビ放送
テレビ放送のエアチェックとしては、録画機による方法が支流だが、1960年代は家庭用のビデオ録画機は発売されていなかった。1969年に統一I型(オープンリールテープ)が発売されたを皮切りに、VX方式、U規格等の規格の家庭用のビデオ録画機が販売されたが、レコーダー、テープ共に高価であり芸能人等高額所得者以外の一般家庭では買えなかった。仮に庶民が録画機を買えたとしてもテープが高額な為録画しても残しておく事は出来ず、連続物のアニメ等は次の放送時に上書き録画してテープを使い回すしかなかった。その為、人々は仕方なくテープレコーダーやラジカセを使って音響だけを記録して残した。だが当時のテレビ受像機は外部出力端子が無い機種が多く、その場合は内蔵マイク付きのテープレコーダー（やラジカセ）をテレビの前に置いて録音したのだが、周囲の物音も拾ってしまい、テレビの置かれた居間の隣に台所があると、夕刻の番組などは、母親の調理の音や夕飯が出来たことを知らせる声も記録されてしまう。更に自分の声や物音等も入る為、録音者自身も録音終わりまで動かず静かにしなければならず物に触れて音を出す事や咳やくしゃみも勿論出来ないと言う欠点がある。テレビに外部出力端子がつくことが一般化すると、ラジカセをオーディオケーブルで接続して自分の声は愚か周囲の音を気にせずに録音出来る様になる。また内蔵マイクで録音するよりもダイレクトにテレビの音声を録音出来る為、音質が向上した。
1975年4月にソニーがベータマックスを発表し、翌1976年に松下電器（現・Panasonic）とその連合がVHSを発表、高価格だったU規格までの一般家庭向けの据置型のビデオテープレコーダとは違い、レコーダ、テープ共に価格が安くなり、一般家庭の収入でも買いやすくなる。また、扱い易くなった事も相まって一般家庭に普及し始め、ビデオテープレコーダによってテレビ放送のエアチェックが行われるようになった。（話がやや脇に逸れるが、ビデオテープレコーダの普及期には、ラジオの高音質録音の方法のひとつとしてビデオテープレコーダにPCMプロセッサーを接続しビデオテープをDATのように用いる人も一部にいた。）
1997年4月にDVD-R（記録可能なDVD）が発表され、録画媒体として光ディスクも使われるようになり、2005年にはBD-R（記録可能なブルーレイディスク）も発表され、これも使われるようになった。一方、2001年4月に東芝がRD-Style（現:REGZA）シリーズとしてHDDレコーダーとDVDレコーダーを組み合わせたハイブリッド型の「HDD&DVDレコーダー」を発売、これ以降録画用ハードディスクレコーダーを東芝だけでなくパナソニックやシャープなど複数の大手メーカーが開発・販売するようになり、家庭でHDDレコーダーでテレビ放送をエアチェック（録画）することが一般化した。好みのキーワードなどを登録しておくと自動的に番組表から該当する番組を見つけて録画してくれる機能も搭載している。

### 放送事業者などによるエアチェック資料の収集
1980年代頃まで、放送局では二次使用の概念がなかったことや、当時の税制上テープを保存すると固定資産税を取られたため、それを避けたなどの事情から、当時の音声・映像が局内に残っていない番組がほとんどである。
放送局や番組制作会社では、当時のエアチェックを公募することで番組の復元を行うことが試みられるようになっている。
- NHK番組発掘プロジェクト
- フィールドワークス - 海外映画作品の日本語吹き替え版ビデオソフト制作会社。過去の映画番組のエアチェックを募り、二次使用に結びつける権利処理作業の協力を行っている。

特にテレビ放送においてデジタル著作権管理（DRM）技術が一般的となり、媒体に録画された番組の複製回数を限る規制処理が実施されていることなどから、上記のようなアーカイブによる放送番組の復元・検証が今後困難になることが懸念されている。